# Hlynka
Hlynka (ukrajinsky Глинка) dříve Hlynna (ukrajinsky Глинна) je zaniklé sídlo na Ukrajině, které se nachází 22 kilometrů od jaderné elektrárny Černobyl v Ivankivském rajóně Kyjevské oblasti.